# Strada provinciale 51 Medicina-Bivio Selice
La strada provinciale 51 Medicina-Bivio Selice è una strada provinciale italiana della città metropolitana di Bologna.

## Percorso
Inizia a Medicina dove interseca l'ex SS 253 San Vitale. Procede in direzione sud-est fino a San Martino, frazione in cui entra nel comune di Castel Guelfo di Bologna, continuando poi verso sud-ovest fino a Via Larga, dove termina la SP 31. Da lì fino alla fine la strada corre verso est: in tal modo attraversa Castel Guelfo, a Casa Bettola passa nel comune di Imola ed incrocia la SP 30, supera il Sillaro, serve la località La Sterlina e finisce con l'immissione nell'ex SS 610 Selice o Montanara Imolese.